# Ootacadesmus humilis
Ootacadesmus humilis är en mångfotingart som beskrevs av Carl 1932. Ootacadesmus humilis ingår i släktet Ootacadesmus och familjen Fuhrmannodesmidae. Inga underarter finns listade i Catalogue of Life.